# Octubre (Shostakóvich)
Octubre, Op. 131 de Dmitri Shostakóvich es un poema sinfónico, su único ejemplar en ese género, para conmemorar el quincuagésimo aniversario de la Revolución rusa en 1967. Tras un reencuentro con la banda sonora que compuso en 1937 para la película Días de Volocháev de los hermanos Vasiliev, en particular su "Canción de los partisanos", Shostakóvich encontró inspiración para componer Octubre. A pesar de ser compuesto rápidamente, el esfuerzo físico de escribir la partitura agotó a Shostakóvich, quien ya estaba padeciendo gravemente con síntomas de ELA.
El estreno mundial de Octubre tomó lugar en la Gran sala del Conservatorio de Moscú el 16 de septiembre de 1967. Fue tocado por la Orquesta sinfónica estatal del URSS dirigido por Maksim Shostakóvich, hijo del compositor, quien deseaba estrenar el Concierto para violín n.º 2. Sin embargo, su padre estaba de la opinión que su hijo todavía no tenía la maestría para encargarse del estreno de una obra tan importante; en cambio le ofreció el estreno de Octubre. El estreno estadounidense tomó lugar en la sala Avery Fisher el 10 de octubre de 1988, tocado por la Filarmónica de Nueva York dirigida por Andrew Davis.
Aunque la ambición de Shostakóvich para Octubre fuese que la obra sería popular, no logró gran éxito, ni en la Unión Soviética ni en el Occidente. Aun así, Octubre tiene sus defensores, quienes han demostrado paralelas con las Décima y Decimoprimera sinfonías, y opinan que la obra es injustamente ignorado.

## Historia

### Composición
Antes del estreno mundial de Octubre, Shostakóvich escribió lo siguiente en un artículo publicado en Pravda:
Desde mucho tiempo había estado intentando componer una obra musical para el quincuagésimo aniversario de la revolución, pero nada había resultado. Hace unos cuantos meses atrás, me encontraba en los estudios de Mosfilm, donde la vieja película Días de Volocháev de los hermanos Vasiliev, para cual yo escribí la música, estaba siendo preparado para relanzamiento. Oyéndolo de nuevo, sentía que mi "Canción de los partisanos" no había resultado tan mal en aquellos días. La película me recordó de aquel, y de manera inesperado "oí"  enteramente mi futuro poema sinfónico, y me dedique en escribirlo. Compuse una nueva tema principal—está marcado por entonaciones de canciones revolucionarias—y para el tema secundario  utilicé mi viejo "Canción de los partisanos". Elaboré ambos temas considerablemente, y el resultado era una obra sinfónica de duración de aproximadamente 12 o 13 minutos.
Según Vadím Bibergan, Shostakóvich se quejó que el esfuerzo físico de escribir la partitura resultó "trabajo bien duro." Completó Octubre el 10 de agosto mientras vacacionaba con su familia en la Reserva estatal Belovézhskaya. El día siguiente, Shostakóvich lo anunció en una carta a su amigo Isaak Glikman, escribiéndole que trabajó sin descanso y, por lo tanto, se sentía agotado.
Shostakóvich contesto lo siguiente a un cuestionario que le sometió el periódico Komsomolets Tayikistana:
Especialmente disfruté componer mi poema sinfónico Octubre, que expresa mis sentimientos de orgullo por mi Patria y admiración por sus hazañas.
La musicóloga soviética Marina Sabinina especuló que Octubre posiblemente emergió de la idea original para el tercer movimiento de la Sinfonía n.º 12, donde Shostakóvich pretendía illustrar los acontecimientos de la Guerra civil rusa. Citó ella como evidencia el uso de la "Canción de los partisanos" y un comentario que hizo el compositor donde dijo que "alimentó por largo rato mi nuevo poema".
Es el único poema sinfónico de Shostakóvich.

### Estrenos
A la vez que Shostakóvich componía su Octubre, ensayaba en privado su nuevo Concierto n° 2 para violín junto con David Óistraj, a quien se lo dedicó. En el curso de discusiones sobre la interpretación del concierto, Shostakóvich informó a Óistraj que su hijo Maksim desesba dirigir el estreno mundial. El compositor dejó en las manos del violinista la decisión de escoger un director para el estreno, pero a la misma vez le urgió que hablara con Maksim en persona para explicarle en detalle la seriedad de dirigír un estreno mundial. En una carta subsiguiente, el compositor explícitamente declaró su preferencia para Kiril Kondrashin, pero delegó a Óistraj la responsabilidad de informarle a Maksim de esto. En de vez del concierto, Shostakóvich le otorgó a Maksim el estreno mundial de Octubre, lo cual tomó lugar el 16 de septiembre de 1967, en la Gran sala del Conservatorio de Moscú, con la Orquesta sinfónica estatal del URSS. El compositor no logró atender el estreno ya que estaba hospitalizado por causa de una caída.
Siguieron en las próximas semanas interpretaciones en Moscú y Leningrado, debido al pleno del consejo de administración de la Unión de Compositores Soviéticos, el Festival de música de la Rusia soviética y la Semana de música soviética. En total, las celebraciones duraron desde el 21 de septiembre haste el 24 de octubre. Además de interpretaciones por los intérpretes originales, Octubre también fue tocado y grabado en esas semanas por la Orquesta Filarmónica de Moscú bajo la dirección de Kondrashin.
El estreno estadounidense tomó lugar el 10 de octubre de 1988 en la Sala Avery Fisher con la Orquesta Filarmónica de Nueva York bajo la dirección de Andrew Davis.

## Recepción
Por la mayor parte la reacción crítica en la Unión Soviética hacia el Octubre de Shostakóvich era respetuoso pero apagado. A pesar de su estilo populista, la obra no logró transcender la ocasión para cual fue compuesto. Según Krzysztof Meyer, hasta aquellos críticos quienes apoyaban los sentimientos patrióticas de la obra, como Israel Nestiev, expresaron su decepción.
En el Occidente las evaluaciones críticas eran aún más severas. En su crítica del estreno estadounidense, Tim Page escribió:
"Esto es un ejercicio vulgar, estridente, zangolotino en el realismo socialista [...]  es imposible oír en Octubre algo más allá de un habilidoso, cínico trabajo rutinario con melodías banales, orquestación descarada, e armonías deliberadamente simplistas."
Meyer rechazó a Octubre como una:
"mala variante de algún fragmento de la  Sinfonía n.º 12; es imposible encontrar en el mismo una sola idea original e incluso existen gravísimos defectos de forma en su segunda mitad [...] Sea lo que sea, comparado con este poema hasta la [Canción de los Bosques] puede calificarse de obra maestra."
 Elizabeth Wilson declaró que la obra era entre "uno de los más destacados fracasos de Shostakóvich."
Por otra parte, William Zakariasen dijo que a pesar de que Octubre fuera una obra "ruidoso, banal, fundamentalmente insincera", solo un "gran compositor puede escribir basura tan genial." Michael Mishra no solamente lo elogió como "obra emocionante" pero además como un ejemplo de la versatilidad de Shostakóvich para "poder revertirse a algo más como su periodo medio cuando obligado." En su ensayo sobre las obras ceremoniales de Shostakóvich, Pauline Fairclough alabó a Octubre como "buen poema sinfónico" y "impresionantemente activo." David Fanning lo describió como "una partitura de verdadera sustancia" que era "demasiado profundo" para la ocasión para cual fue compuesto. Philip Taylor escribió que con sus alusiones al movimiento "El noveno de enero" de la Sinfonía n.º 11, la obra es "vibrante y colorida con una estructura muy satisfactoria en cual los puntos culminantes son cuidadosamente colocados para lograr el efecto dramático máximo" y que no hay justificación para su olvido relativo.